# Mavis Gibson
Pour les articles homonymes, voir Gibson.
Mavis Gibson est une avocate et juge zimbabwéenne qui a été la première femme noire nommée à la Haute Cour du Zimbabwe ainsi que la première femme et la plus ancienne juge à la Haute Cour de Namibie.

## Biographie
Née Mavis Gumede au Zimbabwe, Gibson est à l'origine journaliste. Dans les années 1970, elle est avocate avec cabinet au Lincoln's Inn, à Londres,.
Gibson est juge à la Haute Cour du Zimbabwe pendant onze ans,  et la première femme noire juge du pays. 
Gibson est nommée juge de la Haute Cour de Namibie le 18 décembre 1995,. Occasionnellement, elle a également été juge d'appel par intérim de la Cour suprême de Namibie. À sa retraite en avril 2008, elle était la plus ancienne membre de la Haute Cour.